# Tunu

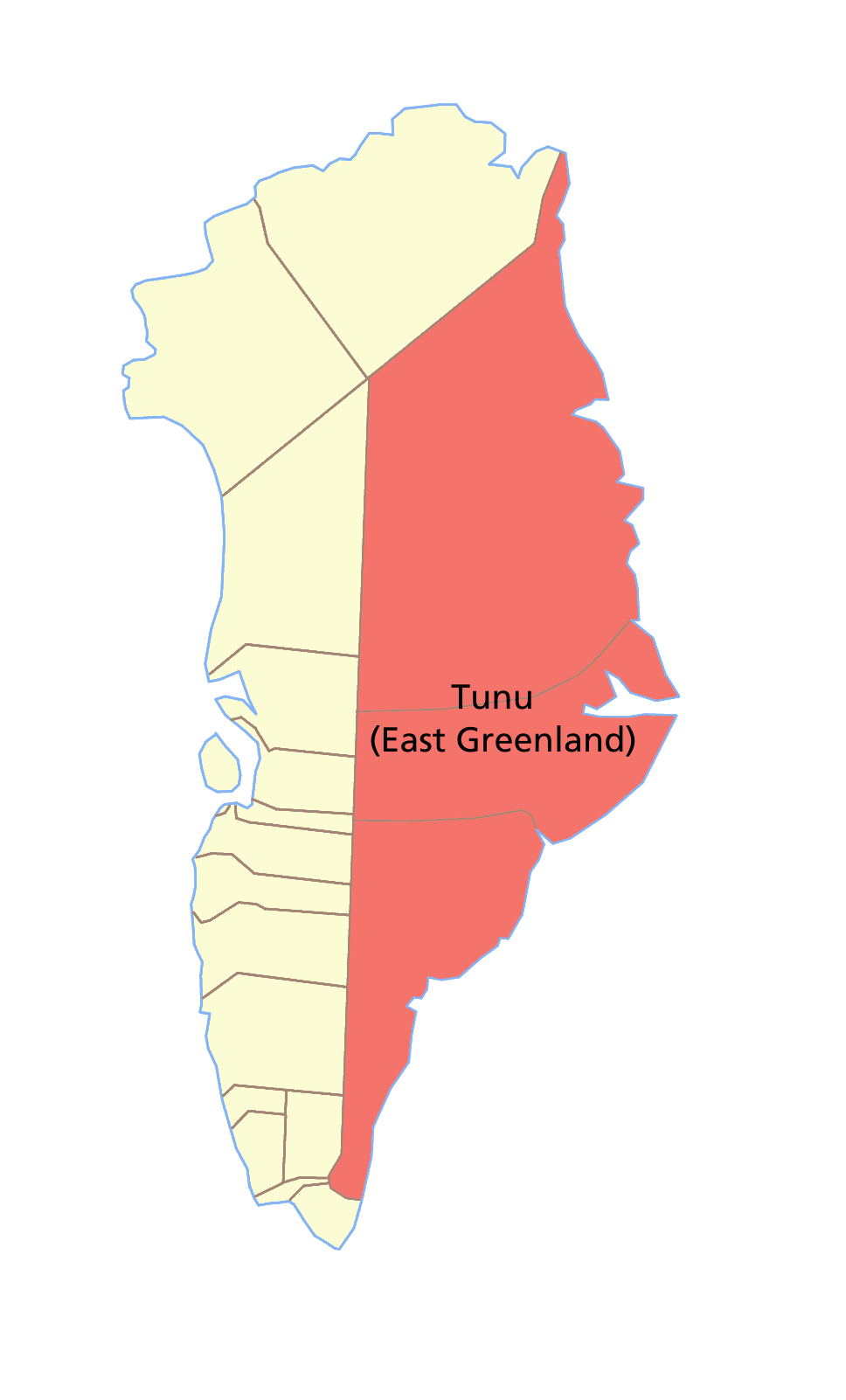
Mapa de Tunu.

Tunu/Østgrønland (Groenlandia Oriental) es una de las tres regiones (amt) en las que se dividía Groenlandia hasta 2009. Su capital era el principal núcleo de población, Tasiilaq.
La región constaba de dos municipios: Ammassalik e Illoqqortoormiut, y además parte del parque nacional de Noreste de Groenlandia cubre la mitad septentrional de Tunu.
Limitaba al este con el mar de Groenlandia, el mar de Noruega, el estrecho de Dinamarca y el océano Atlántico. Al oeste se encontraba Groenlandia Occidental.